# Piper amplifolium
Espèce
Piper amplifolium est une espèce de plantes à fleurs de la famille des Pipéracées d'origine tropicale.